# Småhus
Ett småhus eller en- och tvåbostadshus är en mindre byggnad som är avsett som bostad för ett eller två hushåll, eller som fritidshus. Småhus förekommer oftast i utkanten av städerna, i villaförorter, i mindre samhällen eller på landsbygden. 

## Definitioner
I Sverige konstaterar Boverket att det inte finns någon lagreglerad definition av begreppet småhus. I stället hänvisar verket till Terminologicentrums publikation Plan- och byggtermer 1994, TNC 95, som samlar vedertagna definitioner inom byggområdet. Där definieras småhus som en byggnad som innehåller högst två bostäder under samma tak. Omvänt kallas ett hus med tre eller fler bostäder för flerbostadshus.
Skatteverket definierar i stället småhus som en byggnad med en eller två bostäder, och betonar att i fastighetstaxeringen görs ingen skillnad mellan permantbostäder och fritidshus. Skatteverket räknar även kolonistugor som småhus, trots att de formellt är lös egendom. I taxeringen förekommer det vidare begreppen småhusenhet, som även inkluderar obebyggd tomtmark avsedd för småhus, samt småhus på lantbruk som avser småhus på produktiva jordbruksfastigheter.
Lägenheterna i ett småhus kan vara upplåtna med hyresrätt eller äganderätt. Däremot kan de inte vara bostadsrätt, då en bostadsrätt förutsätter minst tre lägenheter.

## Historik
Historiskt fanns huvudsakligen två typer av enbostadshus, det urbana huset och det agrara huset. Det urbana huset, som förekom i de äldre stadssamhällena bestod oftast av ett bostadshus ut mot gatan, med innanförliggande ekonomibyggnader, som brygghus, stall, med mera. Dessa stadsgårdar var ofta sammanbyggda, både med sina egna byggnader och angränsande gårdar. På landsbygden var dock bostadshusen oftast friliggande, liksom de flesta av ekonomibyggnaderna. De mer förmögna borgarna i städerna började, i synnerhet i Italien under renässansen, bygga sommarbostäder strax utanför stadens gräns som komplement till bostäderna inne i staden. Denna sed spred sig sedan vidare och i bland annat Sverige byggdes från och med 1700-talet så kallade landerier på en del städers donationsjordar. Som ett svar på de allt mer överexploaterade bostadsområdena i städerna uppkom under 1800-talet trädgårdsstadsrörelsen, som efterlyste en miljö som kunde förena fördelarna med både staden och landsbygden. Flera statliga exempelområden uppfördes i både Frankrike och Storbritannien vid århundradets mitt, men även industrialister uppförde trädgårdsstäder åt sina arbetare i anknytning till sina fabriker. Dessa områden kunde bestå av både radhus och friliggande småhus. Den svenska egnahemsrörelsen i början av 1900-talet, som gav mindre bemedlade jordbrukshushåll lån till att uppföra egna bostäder, bidrog till att ett flertal småhus uppfördes på landsbygden vid denna tid.

## Omfattning i Sverige
Det finns 2022 omkring 2 miljoner bostäder i småhus i Sverige, med något mer än halva befolkningen.

## Typer av småhus

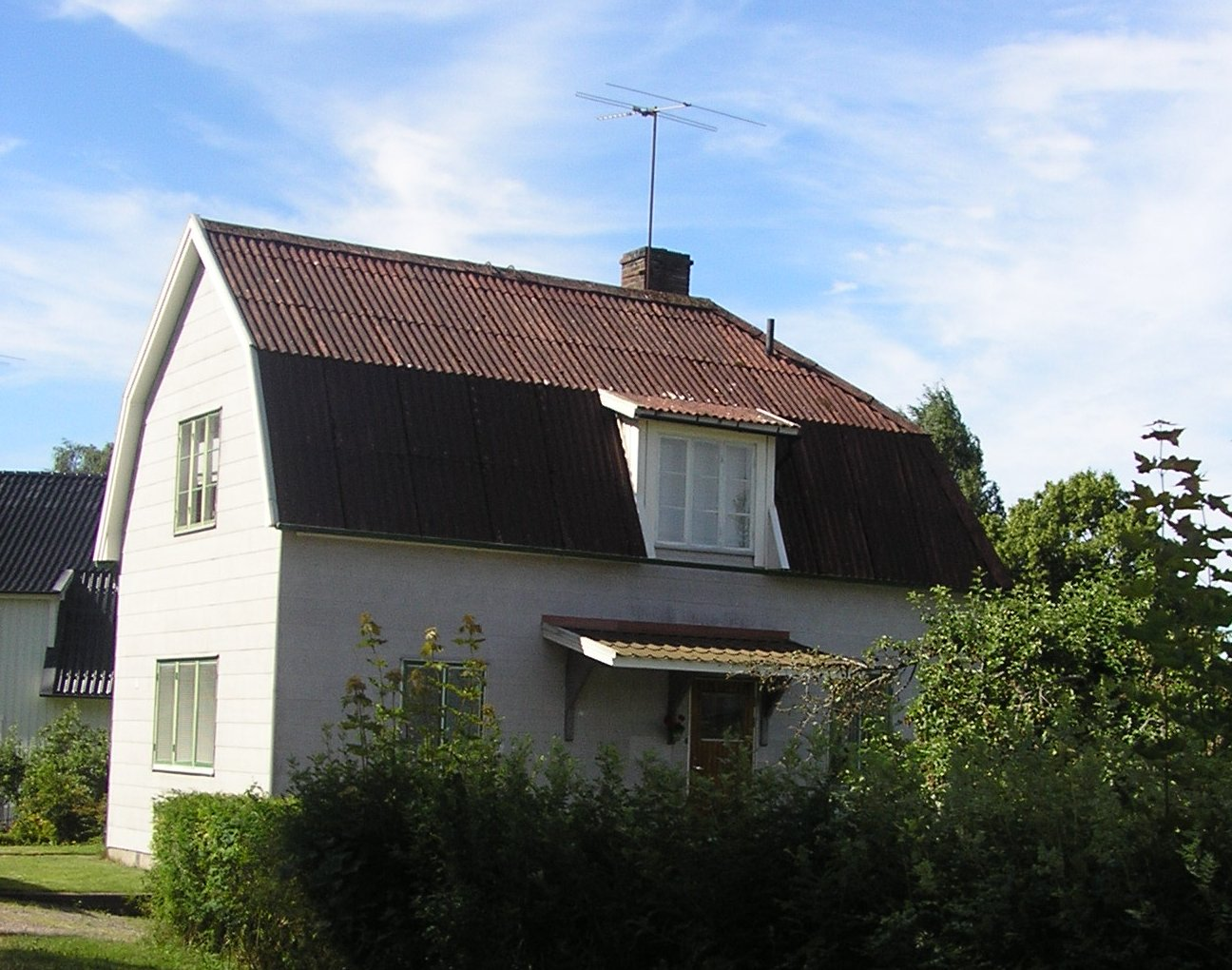
Villa med eternitfasad.

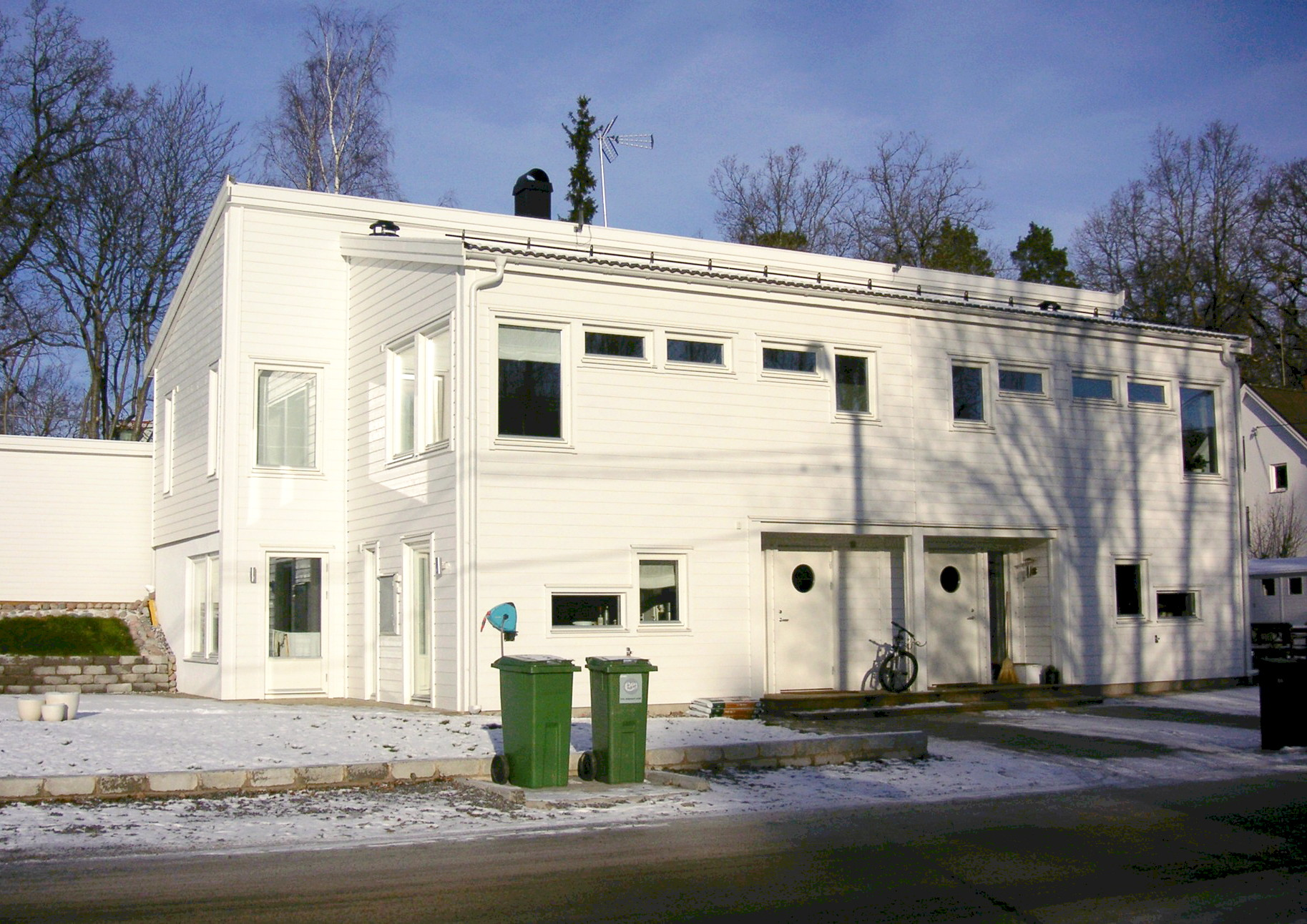
Ett modernt parhus.

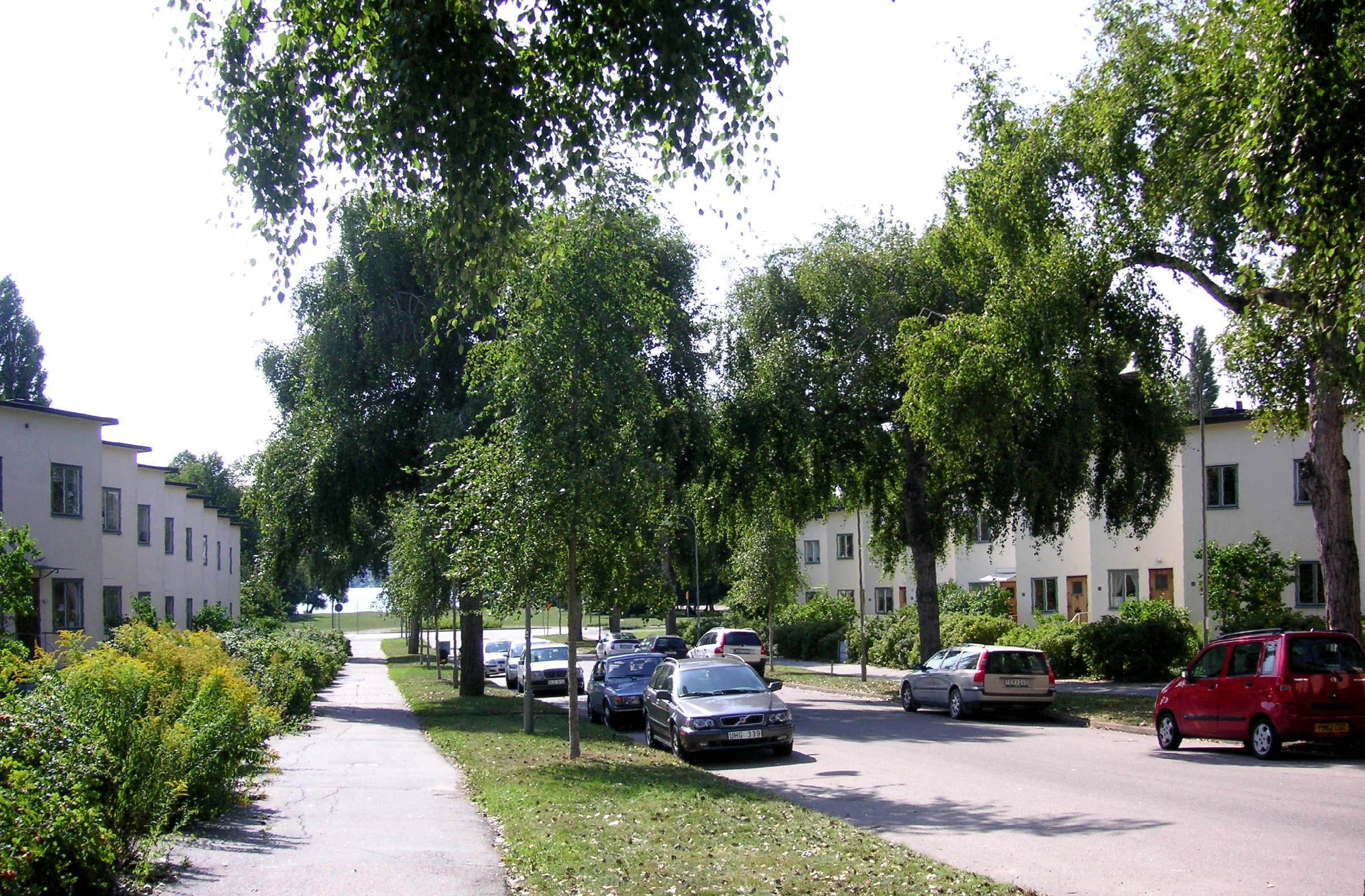
Radhus på Ålstensgatan i Bromma. De s.k. "Per-Albinhusen".

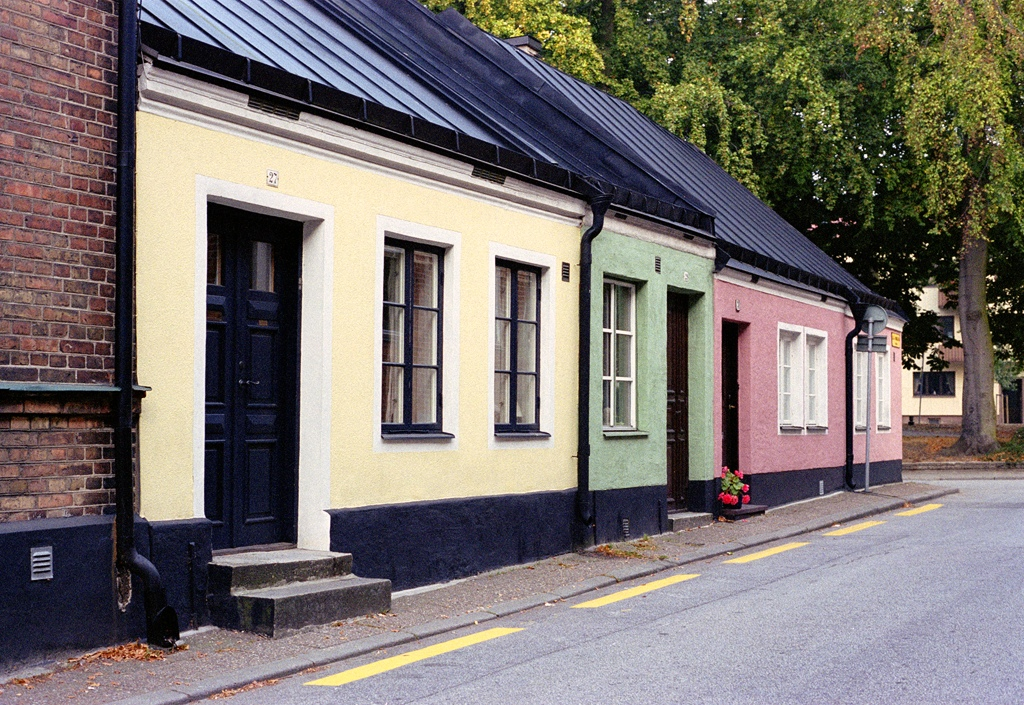
Radhus i Ystad.

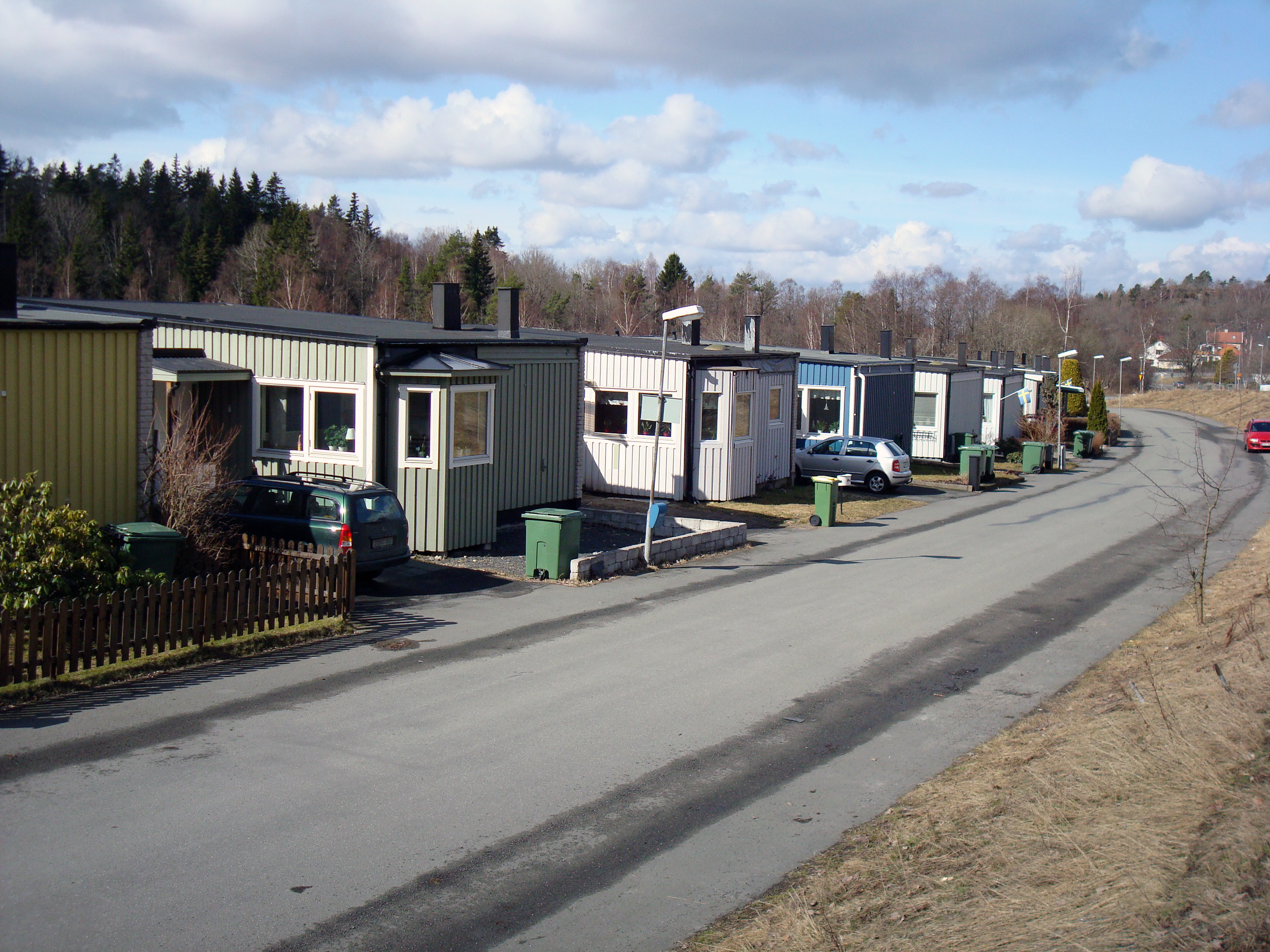
Kedjehus på Egnahem i Huskvarna

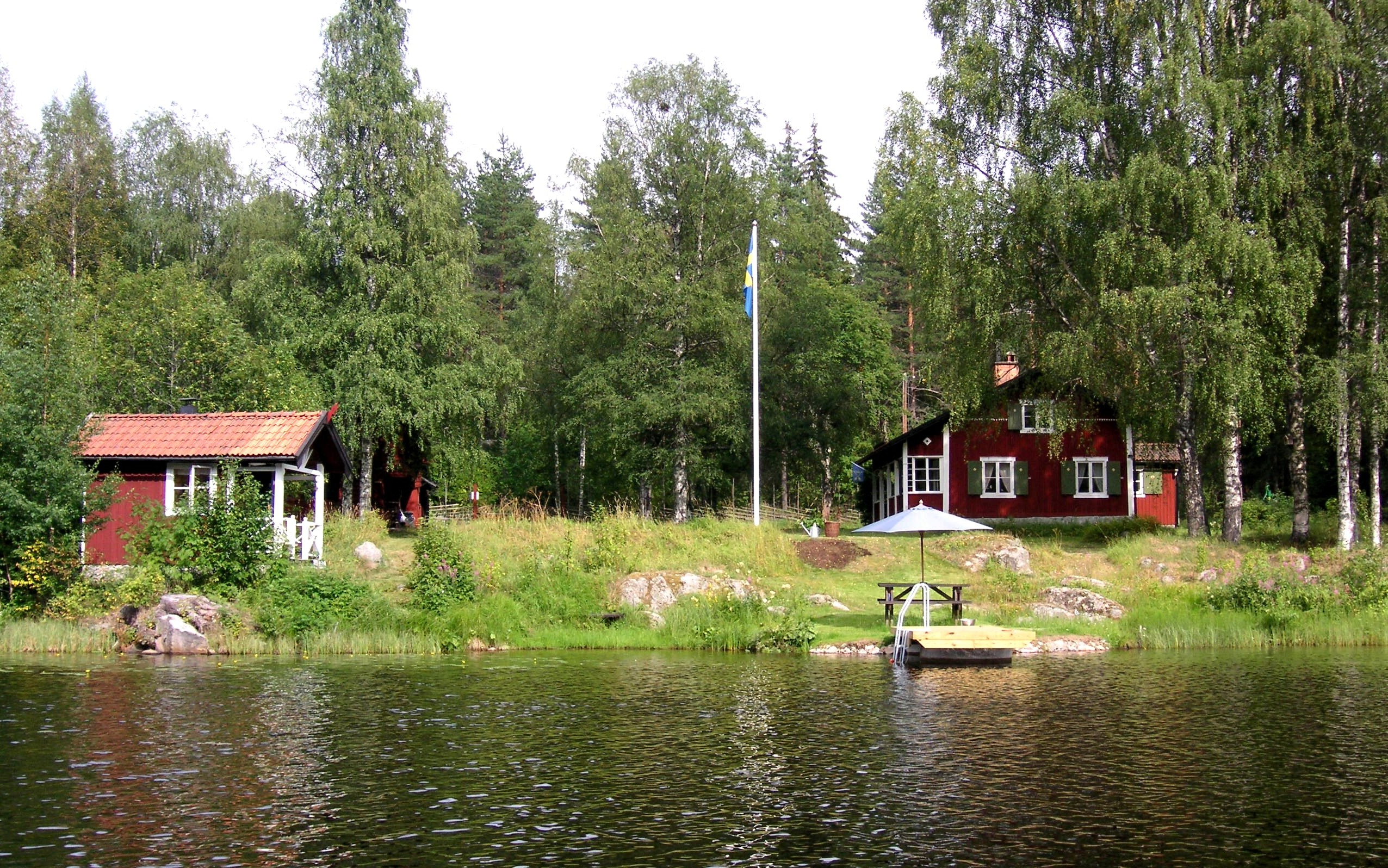
Typiskt svenskt fritidshus i Dalarna.

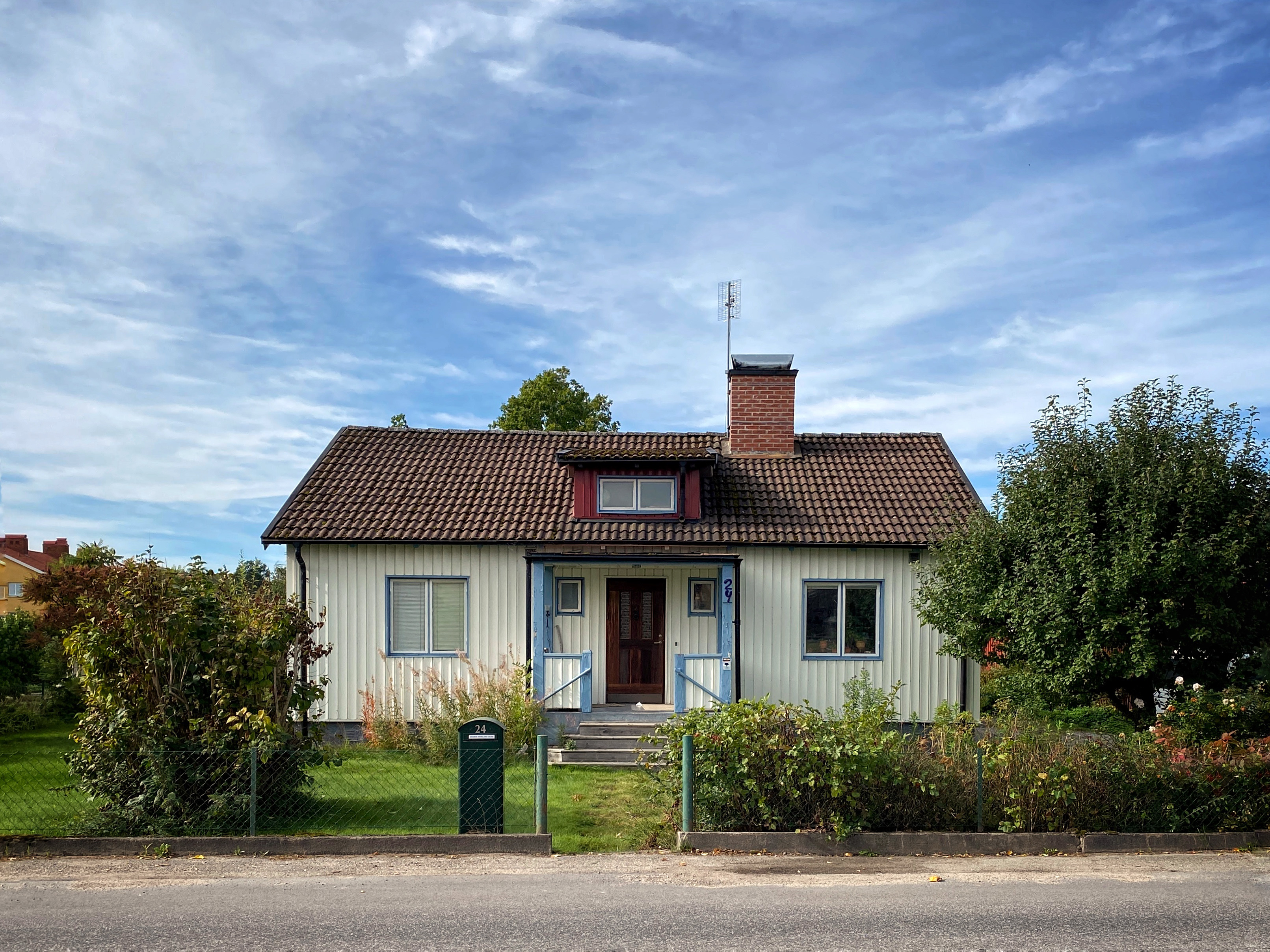
Småhus, egnahem, 40-tal.

### Villa
En villa är ett friliggande småhus avsett att vara en enfamiljsbostad, men man brukar skilja på villa och stuga. En av de stora kvaliteterna för en villa är möjligheten att få dagsljus från fyra håll och det faktum att rum i huset kan få ljusinsläpp från flera riktningar. En vanlig enfamiljsvilla har ovan mark oftast en, en och en halv, eller två våningar, i mer sällsynta fall tre. Även källare kan förekomma på många håll. De första villorna i modern bemärkelse är från 1820-talet och kan ses i bostadsområden i London och Berlin. I Sverige byggdes de första villaområdena i Göteborg på 1840-talet. Hela stadsdelar av villor uppkom i början av 1900-talet i och med egnahemsrörelsen, som på 1930-talet övergick till självbyggeri. Prefab-tekniken gjorde att det på 1970-talet kunde uppstå helt nya villaområden, byggda i stor skala.

### Radhus, kedjehus och parhus
Radhus betecknar bostadshus som är sammanlänkade i ytterväggarna och har en större boyta än 50 kvm. Det är en mycket vanligt förekommande förortsbebyggelse i Storbritannien, Tyskland och Skandinavien. De första radhusen byggdes i Paris så tidigt som 1605–1612, och nådde England på 1600-talets andra hälft i samband med återuppbyggnaden av London efter den stora branden. I industrialismens England ökade användningen av radhus kraftigt i form av arbetarbostäder där samma form återupprepades flera gånger längs gatan. Många samhällsbyggare och arkitekter var skeptiska till radhuset som boendeform långt in på 1940-talet. Under 1950-talet tog radhusbyggandet fart i Sverige, främst för att de var så yteffektiva när städerna expanderade. Tidiga radhus från 1900–1960 talen har på senare år blivit en allt mer eftertraktad boendeform i storstäderna. Främst arkitektritade 1930- och 1950-talshus har kommit på modet.

#### Stadsradhus
Begreppet "stadsradhus" kan syfta på radhus som uppförts i en tätbebyggd stadsmiljö. De är ofta uppförda som förtätningar av äldre bostadsområden, exempelvis Kransbindarvägens radhus, Halmstadsvägens radhus och Kvarteret Mursmäckan i södra Stockholm.

#### Kedjehus
Kedjehus är en typ av småhus som ingår i en husgrupp där husen är sammanbyggda med varandra via garage, förråd eller annat biutrymme, denna hustyp har därför en mer friliggande karaktär än radhus . Liksom radhusen är byggnaderna sammanlänkande, men eftersom sammankopplingen är utförd med en mellanliggande byggnad kan kedjehusen oftast erhålla bättre ljusinsläpp än ett radhus tack vare fler fria väggytor.

#### Parhus
Ett parhus är en variant av radhus, ibland kallat dubbelhus, som är ett småhus avsett för två hushåll. Planlösningen är oftast symmetrisk, och det brukar inte finnas någon invändig förbindelse mellan bostäderna. Att bygga två nästan identiska hus samtidigt är ett sätt att bygga nytt på ett billigt sätt. Därför finns många parhus i de bostadsområden och förorter som byggdes i England (1930-talet), Irland, Kanada (1950-talet) och Nederländerna (framför allt sedan 1980-talet framåt). I Sverige är parhus relativt ovanliga. Parhus skall inte förväxlas med begreppet parstuga, som är en typ av planlösning.

### Fritidshus
Ett fritidshus är ett hus, en stuga eller ett torp, i allmänhet på landsbygden. Det kan vara en mycket enkel friggebod eller kolonistuga utan några bekvämligheter eller en grosshandlarvilla i skärgården med all komfort. Även utlandet har sina fritidshus eller stugor. I Storbritannien heter det weekend cottage, i Finland mökki, i Frankrike chaumière, i Italien seconda casa, i Norge hytte och i Tyskland Hütte eller Ferienhaus och ryssen har sin datja. I Sverige och i Svenskfinland säger man stuga.